# Rin Ishigaki
Rin Ishigaki (石垣 りん), 21 février 1920 – 26 décembre 2004, est une poétesse japonaise.

## Biographie
Ishigaki naît en 1920 dans le quartier résidentiel et commerçant Akasaka de l'arrondissement de Minato-ku à Tokyo. Après avoir terminé son cours de collège en 1934, elle est employée par la banque industrielle du Japon (en). Son revenu subvient aux besoins de sa famille et elle ne s'est jamais mariée.
À la banque, elle rejoint un syndicat qui lui donne une éducation littéraire comme activité culturelle et elle commence à écrire des poèmes. Elle publie son premier recueil en 1959 et son second en 1968. Ce livre remporte le prix annuel de M. H (H-shi-sho, H氏赏) en 1969, prix décerné au meilleur livre de poésie publié l'année précédente au Japon par un nouveau poète. À cette époque, il est rare pour une femme de travailler à plein temps au Japon et elle est parfois nommée « la poétesse  caissière de banque ».
Elle publie quatre recueils de poésie personnelle ainsi que deux anthologies qui contiennent à la fois ses propres œuvres et celle d'autres auteurs et écrit quelques livres dans lesquels elle exprime ses opinions et raconte l'histoire de sa vie.

## Univers
Ses sujets sont les pots, la plaque signalétique de la maison et ces choses que les gens trouvent dans leur vie quotidienne. Au lieu d'utiliser des mots compliqués, elle écrit avec des mots et des compositions simples. Sa poésie est basée sur le bon sens. Ses mots expriment la conscience d'une personne unique de sexe féminin à la fois au foyer et dans la société, en tant que femme qui travaille et femme ordinaire qui fait le ménage après le travail. Son attitude envers les autres individus et la société est sans agressivité et autorise toujours les autres à garder leur dignité en tant qu'individus. Certains de ses poèmes sont utilisés dans les manuels de langue japonaise et elle est donc l'un des poètes contemporains les plus connus au Japon.
Son œuvre la plus connue est « Plaque signalétique » incluse dans son deuxième livre Plaque signalétique et autres œuvres. l'ouvrage est basé sur deux expériences où elle a séjourné dans une chambre d'hôpital et dans une auberge. À l'entrée de ces deux pièces son nom est affiché avec les mots honorifiques Sama et Dono. Cela se fait souvent et ne dérange pas la plupart des gens qui considèrent cette pratique comme inutile mais ces titres honorifiques la mettent mal à l'aise. Elle commence le poème « À l'endroit où je vis / il est préférable de mettre ma plaque moi-même » et rapporte ensuite ses deux expériences.
Si elle permet à quelqu'un de mettre en place une signalétique pour elle, alors elle ne peut pas nier l'ajout d'un mot honorifique. Elle poursuit : « Alors serai-je en mesure de le nier? Mais elle refuse tout ajout honorifique pour elle-même. « En outre, lorsque vous mettez une base pour votre esprit / vous devez mettre une plaque pour vous-même / Rin Ishigaki / C'est bon pour moi ». Plus tard, elle écrit dans une postface d'un de ses livres : « Je suis née pour créer une œuvre Plaque.
Elle est lauréate en 1972 du prix Toshiko Tamura pour Ishigaki Rin shinshū (石垣りん詩集)

## Ouvrages

### Poésie
- La casserole, le pot et le feu brûlant en face de moi (私の前にある鍋とお釜と燃える火と), Eureka, 1959.
- Plaque signalétique et autres œuvres (表札など) Sichosha, 1968.
- Curriculum Vitae (略歴), Kaosha, 1979.
- Mots tendres (やさしい言葉), Kaosha, 1984.

Poèmes personnels choisis et publiés par l'auteur
- Poèmes de Rin Ishigaki (石垣りん詩集) Shichosha, 1971.
- Ciel sur l'épaule (空をかついで) Dowaya, 1997.
- À l'angle de l'univers(宇宙の片隅で) Rironsha, 2004

Poèmes personnels choisis et autres poèmes publiés par l'auteur
- Poésie à la maison (家庭の詩) Chikumashobo, 1981.
- Paysage dans la poésie (詩の中の風景: くらしの中によみがえる), Fujinnotomosha, 1992.

Prose
- Humor no sakoku (ユーモアの鎖国) Hokuyosha, 1973.
- Homura ni te o kazashite (焔に手をかざして) Chikumashobo, 1980.
- Yoru no taiko (夜の太鼓) Chikumashobo, 1989.

## Source de la traduction
- (en) Cet article est partiellement ou en totalité issu de l’article de Wikipédia en anglais intitulé « Ishigaki Rin » (voir la liste des auteurs).